# Amnesicoma
Amnesicoma es un género de polillas de la familia Geometridae.

## Especies
- Amnesicoma albiseriata Warren, 1893
- Amnesicoma simplex Warren, 1895